# Лясув
Лясув (пол. Lasów, нім. Lissa) — село в Польщі, у гміні Пенськ Зґожелецького повіту Нижньосілезького воєводства.
Населення — 520 осіб (2011).
У 1975-1998 роках село належало до Єленьоґурського воєводства.

## Демографія
Демографічна структура станом на 31 березня 2011 року:
|          | Загалом | Допрацездатний вік | Працездатний вік | Постпрацездатний вік |
| -------- | ------- | ------------------ | ---------------- | -------------------- |
| Чоловіки | 249     | 52                 | 170              | 27                   |
| Жінки    | 271     | 50                 | 162              | 59                   |
| Разом    | 520     | 102                | 332              | 86                   |